# Budolfi (parochie)
Budolfi is een parochie van de Deense Volkskerk in de Deense gemeente Aalborg. De parochie maakt deel uit van het bisdom Aalborg en telt 5505 kerkleden op een bevolking van 6606 (2004). 
Budolfi is de parochie die ligt rondom de Budolfi Kirke, de kathedraal van het bisdom Aalborg. De dom is tevens parochiekerk. Historisch wordt de parochie vermeld onder Fleskum Herred.
Ansgars · Budolfi · Hans Egedes · Hasseris · Margrethe · Sankt Markus · Vejgaard · Vesterkær · Vor Frelser · Vor Frue